# ボストン・ガーデン
ボストン・ガーデン（Boston Garden）は、マサチューセッツ州ボストン市にあったスポーツ施設。

## 歴史
1928年にボクシング界の大物プロモーターだったテックス・リカードによって設計・建造された。当初の名称はボストン・マディソン・スクエア・ガーデン。新しいスポーツ施設であるフリートセンターが完成した2年後の1997年に取り壊された。ボストン地域交通網の通勤電車とアムトラックの駅であるノース・ステーションの上にあった。60年以上の間、ボストン・セルティックスとボストン・ブルーインズの本拠地であった。ロックコンサートや様々なアマチュア競技の会場、サーカスやアイスショーの会場であった。また、ボクシングやプロレスの試合会場としても使われていた。また、政党の集会会場としても使われ、1960年11月には大統領選に勝利したジョン・F・ケネディがボストン・ガーデンで演説を行っている。
ガーデンの特徴の1つに大恐慌中に建設費の削減を狙って作られた、廃材を利用した寄木細工の床がある。でこぼこでボールが不規則に跳ね返るこの床は元々は、ボストン・アリーナの一部であり、1952年にボストン・ガーデンに移された。フリートセンターの完成に伴い、床は新しいものに換えられたが、以前のガーデン時代と同じような寄木細工模様のものが新アリーナでも使用されている。

## 特徴・名勝負など
このアリーナを有名にしたのは何といってもボストン・セルティックスが1960年代にNBA8連覇を達成したこと、そして1980年代、マジック・ジョンソン率いるロサンゼルス・レイカーズとラリー・バード率いるボストン・セルティックスとの対決の舞台となったことであろう。1928年に建てられたこのアリーナは1970年代から既にNBA最古のアリーナであったが、セルティックスの選手達とその元コーチでありその後ゼネラル・マネージャーに就任していたレッド・アワーバックは本拠地のその古さを逆に「地の利」として生かす戦術をとった。寄木細工のフロアは痛みが激しく、木材の厚みが均一でないためイレギュラー・バウンドが非常に多いばかりか、コートの端にはドリブルを突いてもボールが跳ね返ってこない場所も何カ所かあった。セルティックスの選手たちはそうした場所に相手を誘い込んでターンノーバーを誘発させることをよくやったという。また、ロッカールームが狭くて汚いことでも有名で、エアコンやシャワーが壊れていることも多かった。
そのような「地の利」によってセルティックスはホームでの勝率は常に良く、1985-86シーズンにはホームコートでは40勝1敗という記録を打ち立てたこともある。(NBA最高勝率の2015-16シーズンのゴールデンステート・ウォリアーズ(73勝9敗)でさえもホームで39勝2敗だった)
また、フロア以外でも予想外の事態が相手チームを襲うこともあった。1983-84シーズンのNBAファイナル第5戦、当日はいつもは寒冷なボストン市は異常気象に見舞われ、5月にもかかわらず最高気温が36度にもなった。老朽化が著しく空調設備も万全でなかったガーデン内は42度以上の猛暑になり、暑さで倒れる観客が続出する事態になった。この事態を全く予想できていなかったロサンゼルス・レイカーズのコーチ陣と選手たちは暑さのために明らかに精彩を欠き、この試合を落としてしまったことで第7戦までもつれたあげくにシリーズに敗退してしまう。
こうしたいくつもの事実や事件はやがて伝説化していき、「ボストン・ガーデンの魔物」と恐れられるようにまでなってきた。絶対に勝てると思っていた試合でここ一番になるとなぜか奇跡的なプレーが起こり、セルティックスが勝利を収めるケースが何度も起こったからだ。セルティックスはプレーオフでもボストン・ガーデンで行われた7戦シリーズの最終戦で敗れたことは2度しかなく、NBAファイナルの第7戦で敗れたことはガーデンの時代には一度もなかった。
この伝説に挑戦したのがマジック・ジョンソン率いるロサンゼルス・レイカーズである。1983-84シーズンの最初の対決では試合中の乱闘による集中力を欠いた戦いぶりや猛暑の影響もあって勝てる戦いだったと言われながら第7戦まで持ち込まれ、結局敗退してしまうという屈辱を味わう。しかし、その翌年には同一カードで再戦となり、マジック・ジョンソンの大活躍もあって6戦でシリーズに勝利し、ロサンゼルス・レイカーズがボストン・ガーデンではNBA史上初めて敵地で優勝を決めたチームとなった。その後、セルティックスは1985-86シーズンには優勝を飾るが、これがセルティックスのボストン・ガーデン最後の優勝となった。1986-87シーズンにはNBAファイナルに進出するもロサンゼルス・レイカーズに敗退し、その後伝説的な選手だったラリー・バードが故障で満足に出場できなくなったこともあり、ボストン・セルティックスの成績は次第に低迷していく。
「ボストン・ガーデンの魔物」も打ち破られ、建物の老朽化も限界に達し、空調や照明、放送や各種表示装置などの設備も明らかに他のアリーナと比べて見劣りしていたボストン・ガーデンはついに1995年のNBAプレーオフの試合を最後に取り壊され、新アリーナに引き継がれることとなった。だが、現在のアリーナもそうだが、NBA最多の17回の優勝を誇るボストン・セルティックスの本拠地は天井部分にNBA優勝・カンファレンス優勝、永久欠番などのバナーがひしめき合い、飾るスペースがなくなるほどの壮観さを見せていた。現在の新アリーナでは21人もの永久欠番の選手たちのバナーを他のチームのように天井から一枚ずつ下げて飾る場所がなくなり、3枚のバナーに各選手たちの背番号だけをまとめて書き込んだ簡略バナーを飾っている。